# Nick Mears
Nicolaus Tanner Mears (Sacramento, California, 7 de octubre de 1996), más conocido como Nick Mears, es un jugador profesional estadounidense de béisbol que se desempeña en la posición de lanzador en Milwaukee Brewers, equipo de las Grandes Ligas de Béisbol (MLB).

## Carrera
Mears hizo su debut en la MLB con el equipo Pittsburgh Pirates, en el cual jugó tres temporadas (2020-2022), después pasó a Colorado Rockies (2023-2024), posteriormente a Milwaukee Brewers, donde lleva jugando una temporada.